# Berberis boliviana
Berberis boliviana är en berberisväxtart som beskrevs av Wilibald Lechler. Berberis boliviana ingår i släktet berberisar, och familjen berberisväxter. Inga underarter finns listade i Catalogue of Life.